# Oribatella sculpturata
Oribatella sculpturata är en kvalsterart som beskrevs av Sandór Mahunka 1987. Oribatella sculpturata ingår i släktet Oribatella och familjen Oribatellidae. Inga underarter finns listade i Catalogue of Life.